# Sulawesiella rafaelae
Sulawesiella rafaelae – gatunek chrząszcza z rodziny kózkowatych i podrodziny zgrzypikowych. Jedyny przedstawiciel rodzaju Sulawesiella.

## Zasięg występowania
Gatunek ten występuje na wyspie Celebes.